# El Taref (tỉnh)
El Taref (tiếng Ả Rập:  ولاية الطارف ) là một tỉnh của Algérie, giáp biên giới với vùng thủ hiến Jendouba của Tunisia. El Kala là một thị xã cảng ở tỉnh này. El Taref là tỉnh lỵ. Vườn quốc gia Al Kala nằm ở El Kala.

## Các đơn vị hành chính
Tỉnh này gồm 7 huyện và 24 đô thị. Các huyện bao gồm:
- El Taref
- El Kala
- Dréan
- Ben M'Hidi
- Bouhadjar
- Besbes
- Boutheldja